# Тихоненко, Томас Иосифович
Томас Иосифович Тихоненко (31 октября 1926, д. Селавщина, Россонский район, Витебская область, Белорусская ССР — 8 октября 2014, Москва, Российская Федерация[уточнить]) — советский и российский вирусолог, член-корреспондент ВАСХНИЛ и РАСХН (1985), лауреат премии Совета Министров СССР (1982), член-корреспондент РАН (2014).

## Биография
Участник Великой Отечественной войны. В 1954 г. окончил Московский государственный университет им. М.В. Ломоносова (МГУ). Доктор биологических наук (1966), профессор (1967), член-корреспондент ВАСХНИЛ (1985). 
- 1957—1959 гг. — младший научный сотрудник НИИ вирусологии Академии медицинских наук СССР,
- 1959—1961 гг. — младший научный сотрудник НИИ радиационной физико-химической биологии АН СССР,
- 1961—1963 гг. — старший научный сотрудник НИИ эпидемиологии и микробиологии Академии медицинских наук СССР
- 1963—1984 гг. — заведующий лаборатории, заместитель директора НИИ вирусологии Академии медицинских наук СССР,
- 1984—1997 гг. — заведующий лаборатории генной инженерии ВНИИ сельскохозяйственной биотехнологии, одновременно профессор кафедры вируслологии биологического факультета МГУ (1964—1997),
- 1997—1999 гг. — главный научный сотрудник лаборатории генной инженерии ВНИИ сельскохозяйственной биотехнологии.

## Научная деятельность
Основные исследования посвящены проблемам молекулярной вирусологии, генной инженерии и биотехнологии. Являлся основателем приоритетных направлений исследований по структуре вирусных нуклеиновых кислот in situ. Автор открытия двух новых азотистых оснований в фаговых ДНК. Создатель трансгенных животных с рекомбинантными генами антисмысловых РНК, придающих устойчивость к соответствующей вирусной инфекции; новой биотехнологии повышения продуктивности с.-х. животных, основанной на иммуно-коррекции соматостатина.
Опубликовал около 350 научных трудов, в том числе 19 монографий. Ряд из них был опубликован за рубежом. Среди них:
- Биохимия вирусов. — М.: Медицина, 1966. — 295 с.
- Методические основы биохимии вирусов / Акад. мед. наук СССР. — М.: Медицина, 1973. — 384 с.
- Биохимия вирусных частиц (нуклеиновые кислоты). — М.: Медицина, 1977. — 368 с.
- Основы сельскохозяйственной биотехнологии / соавт.: Г.С. Муромцев и др. — М.: ВО Агропромзидат, 1990. — 384 с.
- Повышение продуктивности сельскохозяйственных животных с помощью химерного белка, содержащего соматостатин // Материалы учеб.-метод. и науч.-произв. конф. Ин-та вет. медицины. Омск, 1998. С. 140–141.

## Награды и звания
Лауреат Премии Совета министров СССР (1982). Награждён медалями «За победу над Германией в Великой Отечественной войне 1941—1945 гг.», «Двадцать лет победы в Великой Отечественной войне 1941—1945 гг.», «Сорок лет победы в Великой Отечественной войне 1941—1945 гг.», «За доблестный труд. В ознаменование 100-летия со дня рождения Владимира Ильича Ленина», «За трудовое отличие».